# Balacra ashantica
Balacra ashantica là một loài bướm đêm thuộc phân họ Arctiinae, họ Erebidae.